# Garretto
Il garretto è la parte dell'arto posteriore dei quadrupedi che corrisponde all'articolazione fra tibia e tarso.
Negli esseri umani, è la parte posteriore della caviglia o la parte della gamba tra il calcagno e il polpaccio.